# Josef Kozel
Josef Kozel (* 8. května 1974 v Chrudimi) je český politik, od roku 2020 zastupitel Pardubického kraje a člen Rady kraje pro oblast školství, od roku 2010 zastupitel města Heřmanův Městec, v letech 2014–2022 starosta města Heřmanův Městec na Chrudimsku. Od roku 2019 je členem hnutí Společně pro kraj (SproK), kde v předsednictvu plní funkci s pověřením zastupování předsedy hnutí.

## Život
Vystudoval Gymnázium Josefa Ressela v Chrudimi a následně pomaturitní studium informačních technologií při SOŠ Pardubice. Profesní kariéru zahájil coby programátor ve specializovaném oddělení Automatizovaných systémů dílenské řízení výroby (ASDŘV) v Transportě Chrudim. Souběžně působil jako volnočasový pedagog při DDM Chrudim, aby po rozpadu Transporty dokončil studium volnočasové pedagogiky a nastoupil na plnohodnotný úvazek vychovatele a pedagoga v DDM Heřmanův Městec.
Od roku 2000 se začal věnovat podnikání, otevřel první prodejnu výpočetní techniky v Heřmanově Městci a v roce 2008 založil firmu YOKOSOFT company s.r.o., která se věnuje tvorbě a vývoji webových stránek a aplikací.
Od dětských let se věnoval aktivně sportu. Hrál lední hokej za HC Chrudim, ale příchodem do Heřmanova Městce se začal věnovat především hokejbalu a to jako hráč, trenér a později i funkcionář. V letech 2004–2016 byl členem předsednictva a od roku 2011 předsedou Českomoravského svazu hokejbalu. V roce 1999 založil hokejbalový klub SK Ježci Heřmanův Městec a stal se jeho předsedou. V letech 2014–2021 byl členem Komise neolympijských sportů při Českém olympijském výboru (ČOV).
Aktivně se angažuje ve spolkovém životě. Je zakládajícím členem a inicátorem vzniku spolku Živé město Heřmanův Městec, Spolku přátel Heřmanova Městce a také Spolku nevšední vzdělanosti, který je organizátorem vzdělávání seniorů na Heřmanoměstecku pod názvem Univerzita 3. věku Heřmanův Městec.